# Badefols-sur-Dordogne
Badefols-sur-Dordogne – miejscowość i gmina we Francji, w regionie Nowa Akwitania, w departamencie Dordogne.
Według danych na rok 1990 gminę zamieszkiwało 188 osób, a gęstość zaludnienia wynosiła 31 osób/km² (wśród 2290 gmin Akwitanii Badefols-sur-Dordogne plasuje się na 989. miejscu pod względem liczby ludności, natomiast pod względem powierzchni na miejscu 1353.).